# トゥリーナ・ガリヴァー
トリーナ・ガリヴァー（Trina Gulliver、1969年11月30日 - ）は、イギリスのイングランド、ウォーリックシア州レミントンスパー出身のダーツプレイヤー。BDOのWomen's World Professional Darts Championに10回輝く。世界的なダーツの主要ブランドであるWinmauが10年以上にわたりスポンサーとなっている。2003年には、BBC Midlands Sports Personality of the Yearに選ばれた。

## 幼少期
ガリヴァーはレミントンスパーのWarneford病院で生まれ、ウォーリックシア州の小さな街Southamで育ち、そこで彼女は新進の若いビジネス専攻の学生である彼女の甥Luke Copeと暮らした。

## ダーツ
世界的なダーツの主要ブランドであるWinmauが10年以上に渡りガリヴァーのスポンサーとなっている。2001年のBDOのWomen's World Championshipから、2008年の同ChampionshipにおけるAnastasia Dobromyslovaとの対戦による敗北まで試合で負けることはなかった。この負け無しの期間中、オランダのFrancis Hoenselaarを決勝戦で5回打ち負かした。2008年のトーナメント中、ガリヴァーは多くの場合において男子の試合と比べ賞金もゲームの長さも彼女は満足していないと述べた。今の所、女子の場合、ゲームは2セット先取でチャンピオンの受け取る賞金は6,000ポンドだが、男子の場合、7ゲームはセット先取でチャンピオンは95,000ポンドの賞金を得ている。2009年のWorld Championshipの決勝では、親友のHoenselaarに負けた。

## パーソナルライフ
トリーナと夫であるPaul Gulliverは、2005年に20年の結婚生活に終止符を打った。現在トリーナは、イングランドのダーツ仲間Sue Biddleとともに暮らしている。

## 世界選手権の結果
BDO
- 2001: 優勝 (2 - 1 マンディ・ソロモンズに勝利)
- 2002: 優勝 (2 - 1 フランシス・フーンセラールに勝利)
- 2003: 優勝 (2 - 0 アン・カークに勝利)
- 2004: 優勝 (2 - 0 フランシス・フーンセラールに勝利)
- 2005: 優勝 (2 - 0 フランシス・フーンセラールに勝利)
- 2006: 優勝 (2 - 0 フランシス・フーンセラールに勝利)
- 2007: 優勝 (2 - 1 フランシス・フーンセラールに勝利)
- 2008: 準優勝 (0 - 2 アナスタシア・ドブロミスロワに敗北)
- 2009: 準優勝 (1 - 2 フランシス・フーンセラールに敗北)
- 2010: 優勝 (2 - 0 リーアン・エドワーズに勝利)
- 2011: 優勝 (2 - 0 リーアン・エドワーズに勝利)
- 2012: 準決勝 (0 - 2 アナスタシア・ドブロミスロワに敗北)
- 2013: 準決勝 (1 - 2 アナスタシア・ドブロミスロワに敗北)
- 2014: 1回戦 (0 - 2 タマラ・シューアに敗北)
- 2015: 準々決勝 (0 - 2 リサ・アシュトンに敗北)
- 2016: 優勝 (3 - 2 デタ・ヘッドマンに勝利)
- 2017: 準々決勝 (0 - 2 アイリーン・デ・グラーフに敗北)
- 2018: 準決勝 (0 - 2 アナスタシア・ドブロミスロワに敗北)
- 2019: 準々決勝 (0 - 2 ロレイン・ウィンスタンリーに敗北)

### 決勝における成績
| 年   | 優勝 (決勝のAverage)           | スコア (セット) | 準優勝（決勝のAverage）    |
| ---- | ------------------------------ | --------------- | -------------------------- |
| 2001 | Trina Gulliver (83.97)         | 2-1             | Mandy Solomons (79.11)     |
| 2002 | Trina Gulliver (84.36)         | 2-1             | Francis Hoenselaar (82.95) |
| 2003 | Trina Gulliver (84.93)         | 2-0             | Anne Kirk (70.20)          |
| 2004 | Trina Gulliver (87.03)         | 2-0             | Francis Hoenselaar (85.44) |
| 2005 | Trina Gulliver (79.68)         | 2-0             | Francis Hoenselaar (73.89) |
| 2006 | Trina Gulliver (73.80)         | 2-0             | Francis Hoenselaar (70.26) |
| 2007 | Trina Gulliver (80.61)         | 2-1             | Francis Hoenselaar (79.23) |
| 2008 | Anastasia Dobromyslova (81.54) | 2-0             | Trina Gulliver (71.64)     |
| 2009 | Francis Hoenselaar (77.39)     | 2-1             | Trina Gulliver (75.19)     |
| 2010 | Trina Gulliver (80.52)         | 2-0             | Rhian Edwards (68.25)      |
| 2011 | Trina Gulliver (73.95)         | 2-0             | Rhian Edwards (73.86)      |
| 2016 | Trina Gulliver (72.93)         | 3-2             | Deta Hedman (75.51)        |